# Polonuevo
Polonuevo es un municipio de Colombia, situado en el departamento del Atlántico, al norte del país. Dista 27,5 km de la capital departamental, Barranquilla. Posee bajo su jurisdicción un centro poblado, Pital del Carlín (Pitalito).

## Historia
La investigación de la evolución histórica de la población de Polonuevo permite aventurar una hipótesis para su futuro.
A la llegada de los españoles, los territorios pertenecientes en la actualidad a la jurisdicción de Polonuevo eran sitios de las tribus caribes que habitaban la región .
Algunos historiadores afirman que Polonuevo tuvo sus comienzos como una estancia o hacienda llamada “San Luis Beltrán”, cuyo propietario era el mayor de Tierradentro Don Juan de la Hoz, quien la obtuvo por merced o gracia que le hizo el Cabildo de Cartagena de diez caballerías el 6 de diciembre de 1618, con la obligación de poblarlas.
La adinerada doña Teresa de Cortinez, de ascendencia española, en el año 1626 compró estas tierras al mayor Don Juan de la Hoz.  Más tarde fueron señaladas por los revolucionarios de 1840 cuando se quiso formar la provincia independiente de Cibeles para la reunión de una convención de diputados.
El remate de las tierras realengas que determina la propiedad de las tierras de los “Vecinos de Polonuevo” dejó de ser propiedad de doña Teresa de Cortinez el 18 de julio de 1758, que se establece como la fecha de fundación. El documento correspondiente sólo fue legalizado 110 años después, cuando se protocolizaron o se oficializaron los títulos de propiedad el 23 de julio de 1868 bajo el número 30 del segundo libro del mencionado año .
El ajuste de venta por parte de doña Teresa de Cortinez a los vecinos del caserío, se hizo porque dicha dama le cobraba a los nativos de Polonuevo los terrajes para las casas que construían en el pueblo.
El remate de las tierras “realengas” se efectuó en 1758 y consistió en 16 caballerías; y la diligencia de mesura de las tierras de Polonuevo, en diciembre de 1844 y enero de 1845.  Este hecho es prueba fehaciente de la larga tradición jurídica del municipio, lo cual se legitima el 23 de julio de 1868, fecha en que se protocoliza en la Notaría Única de la provincia de Sabanalarga del Estado Soberano de Bolívar, el juicio de pertenencia de las tierras de Polonuevo.
El municipio de Polonuevo comenzó a poblarse en torno a la iglesia, extendiéndose a los cuatro puntos cardinales en tierras de propiedad de Polonuevo denominadas “tierras de Barlovento”. Otros defienden que el pueblo creció en forma concéntrica alrededor del cementerio, hasta que los arroyos limitaron esta expansión que continuó en forma sectorial a lo largo de las actuales calles 3 y 5 el anterior concepto responde a la teoría urbana referente al crecimiento sectorial de las ciudades en ese entonces Llegaron personas de distintos lugares, de Baranoa, Soledad, Malambo, Sabanalarga, San Juan Nepomuceno, Arjona, buscando un pedazo de tierra para subsistir, y se establecieron en 1626,  poco más o menos, para dar comienzo a otro pueblo del Atlántico.  
El 16 de julio de 1758, en época de la Colonia, los vecinos del sitio de Polonuevo, ganaron el remate de las “tierras realengas”, el dominio del espacio aéreo, el suelo y el subsuelo de 8.000 hectáreas. Polonuevo fue erigido municipio por primera vez en el año de 1844, correspondiendo a Don Felipe Pedroza, desempeñarse como el primer alcalde y dar comienzo a la historia municipal de la población.  Hasta ese tiempo, los vecinos de Polonuevo tenían que pagar tributos (arriendos) por sus tierras a la Tesorería Municipal de Baranoa.
Estos impuestos, cada día más gravosos, causaban malestar a los polonueveros, por lo que los pobladores cogieron estos recursos para la educación pública, como una contraprestación. El municipio de Baranoa decidió, entonces, que los tributos de Polonuevo se quedaran allí mismo como aporte para la educación, y le dieron autorización al doctor Martín Polo para que diera validez a los fragmentos del acta de remate del año 1758.
Esto fue llevado al Tribunal de Justicia de Cartagena, capital del Estado Soberano de Bolívar, quien falló a favor de los vecinos de Polonuevo.  Estos hechos precipitaron en 1844 la separación del corregimiento de Polonuevo del municipio de Baranoa .
A los pocos años, Polonuevo volvió a ser corregimiento de Baranoa.  Sus pobladores descontentos continuaron la lucha de separación, y en 1867 consiguieron por segunda vez el título de Municipio, y fue nombrado como segundo alcalde a Don Cecilio Oñoro.
Por una vez más volvió Polonuevo a su calidad de corregimiento de Baranoa, pero en 1912, por la ordenanza 17 de ese año, recuperó su municipalidad, y fue nombrado su tercer alcalde en la persona de don Juan Martínez y Caballero . 
El criterio de la Corte Suprema de Justicia al pronunciarse sobre el litigio de “Tierras de Polonuevo” es que sus límites o linderos son los que aparecen en el acta de remate de las “tierras realengas” de 1758, en la diligencia de mensura de 1844 y 1845.  Son los mismos que figuran en juicio tramitado en el Juzgado de la Provincia de Sabanalarga, de 1868 . También establece la Corte que las tierras que aparecen en el acta de remate son propiedad del municipio de Polonuevo, como también su subsuelo, petróleo y demás hidrocarburos que se encuentren en sus predios.
A través de la historia, el municipio ha contado con varios nombres, a saber:
♦“San Luis Beltrán”, nombre dado a la hacienda.
♦“San Luis Beltrán” con el cual se denominó el sitio y el corregimiento
♦“San Luis Beltrán de Polonuevo”, en la época del virrey Sebastián Eslava
♦“Pueblo Nuevo”, a principios del siglo XVIII
♦“Polonuevo”, en 1884 siendo alcalde Felipe Neris Pedroza
Según Ordenanza N° 32 del 30 de julio de 1892, en su artículo 1° ordena: “El nuevo Distrito que se crea se llamará Polonuevo, y hará parte de la Provincia de Cartagena”.

## Geografía
El municipio de Polonuevo se encuentra ubicado en la zona nororiental del departamento del Atlántico a una distancia de 28 kilómetros de la capital. Astronómicamente, la cabecera municipal se localiza a los 10 grados 47 minutos de latitud norte y 74 grados 52 minutos de longitud oeste del meridiano de Greenwich. Polonuevo limita por el norte con el municipio de Malambo, por el sur con los municipios de Sabanalarga y Ponedera, por el oriente con Santo Tomás y Sabanagrande y por el occidente con Baranoa.El clima de Polonuevo es tropical, con una temperatura media de 28 °C. Durante la época de verano, que comienza en general en diciembre y dura hasta marzo o abril, soplan los vientos alisios del noreste. 

## Hidrología
El municipio se encuentra ubicado dentro del contexto del departamento en la cuenca hidrográfica del río Magdalena, la cual está comprendida por las subcuencas de los arroyos que drenan por toda la parte oriental del departamento de sur a norte desde el límite con Bolívar hasta Bocas de Cenizas, cuenta con una superficie de 134.192 hectáreas.
Aunque el territorio municipal carece de fuentes hídricas superficiales permanentes presentándose cuerpos de agua esporádicos o arroyos de lluvias, entre los que destacan Arroyo Grande, Arroyo Pital, Arroyo Cañafístula, Arroyo Cacure, Arroyo San Nicolás o Arroyo Cagón, Grande, Arroyo Pica Pica.

## Economía
La principal actividad económica del municipio la constituye la agricultura y la ganadería, las otras actividades que se presentan como el comercio, transporte son en menor escala

### Agricultura
La agricultura se desarrolla en forma tradicional, es decir sin intervención alguna de la tecnología, en el municipio existen 457 pequeños productores agrícola que corresponde a propietarios, arrendatarios, aparceros y cuya explotación principal es la yuca, maíz, millo, guandú y fríjol. 

### Ganadería bovina
Es la actividad predominante en el municipio, la explotación se realiza de manera intensiva y semiintensiva.  La actividad ganadera es de doble propósito de cría y leche; en 135 predios equivalente a 3.500 hectáreas, de las cuales   2.700 has están sembradas de pasto mejorado. El hato de la población bovina asciende a 7.129 cabezas.

### Ganadería porcina
Esta actividad se realiza en un mayor escala y con condiciones técnicas, con un producción de cría y engorde de cerdos.

### Avicultura
Las granjas avícolas ubicadas dentro del territorio municipal, corresponden a empresas o sociedades foráneas.

## Corregimientos-centros poblados-veredas
- Pitalito
- San Pablo
- Higuerón
- Mundo Nuevo
- Zorrita
- Las Caritas
- Romeral
- Tierra Nueva
- Joval
- Arroyo Grande
- La Montaña
- Misajal

## Fiestas y eventos
La fiesta del apóstol San Pablo, santo patrono del pueblo, se celebra cada año con una mezcla de actividades religiosas y paganas. Esta fiesta es un motivo de reencuentro para los residentes dentro y fuera del pueblo. 
Los festejos religiosos comienzan con las novenas el 15 de enero que incluyen misas y fuegos artificiales con la participación de todas las organizaciones sociales o grupos específicos de la comunidad. En este mes, especialmente entre el 15 y el 25, se celebran la mayoría de bautizos en el pueblo. El 25 de enero se culmina la fiesta con la eucaristía solemne o misa patronal celebrando la conversión del apóstol san Pablo y en la tarde la procesión. Al terminar la procesión se da inicio a la rueda de cumbia donde toda la comunidad se integra en un solo festìn al son de la flauta de millo y los tambores. En este día de fiesta patronal se celebra también el sacramento de la confirmación.
La segunda fiesta patronal se celebra el 9 de octubre día de San Luis Beltrán, patrono de la parroquia, los eventos religiosos y culturales comienzan del 30 de septiembre al 9 de octubre, con la realización de las novenas por calles integrando en una sola fiesta a la comunidad.
El día de san Luis Beltrán, misionero español que evangelizó estas tierras, se realiza la misa patronal, la procesión y los juegos artificiales acompañados de noche de cumbia y fandango. Para esta fecha hacen su primera comunión gran cantidad de niños.
Otras festividades
Desde 2015 se realiza en el mes de julio el Festival y Reinado de la cosecha que para este año es a nivel nacional con la participación de 25 candidatas de diferentes regiones de Colombia. Además, en el encuentro se muestran los diferentes productos agrícolas que se dan en la región atlanticense.
Otras festividades: Carnavales, efemérides de Polonuevo y encuentro de coleccionistas de la música del ayer.

## Servicios públicos
- Energía Eléctrica: Air-e, del grupo EPM, es la empresa prestadora del servicio de energía eléctrica.
- Gas Natural: Gases del Caribe es la empresa distribuidora y comercializadora de gas natural en el municipio.
- Agua y Alcantarillado: Triple A es la empresa prestadora del servicio de agua y alcantarillado.